# Oberonia hexaptera
Oberonia hexaptera är en orkidéart som beskrevs av Ferdinand von Mueller. Oberonia hexaptera ingår i släktet Oberonia och familjen orkidéer. Inga underarter finns listade i Catalogue of Life.